# ZCCHC10
ZCCHC10 (англ. Zinc finger CCHC-type containing 10) – білок, який кодується однойменним геном, розташованим у людей на 5-й хромосомі. Довжина поліпептидного ланцюга білка становить 192 амінокислот, а молекулярна маса — 20 967.
| 10         |  | 20         |  | 30         |  | 40         |  | 50         |
| ---------- |  | ---------- |  | ---------- |  | ---------- |  | ---------- |
| MATPMHRLIA |  | RRQAFDTELQ |  | PVKTFWILIQ |  | PSIVISEANK |  | QHVRCQKCLE |
| FGHWTYECTG |  | KRKYLHRPSR |  | TAELKKALKE |  | KENRLLLQQS |  | IGETNVERKA |
| KKKRSKSVTS |  | SSSSSSDSSA |  | SDSSSESEET |  | STSSSSEDSD |  | TDESSSSSSS |
| SASSTTSSSS |  | SDSDSDSSSS |  | SSSSTSTDSS |  | SDDEPPKKKK |  | KK         |

A: Аланін

C: Цистеїн

D: Аспарагінова кислота

E: Глутамінова кислота

F: Фенілаланін

G: Гліцин

H: Гістидин

I: Ізолейцин

K: Лізин

L: Лейцин

M: Метіонін

N: Аспарагін

P: Пролін

Q: Глутамін

R: Аргінін

S: Серин

T: Треонін

V: Валін

W: Триптофан

Задіяний у такому біологічному процесі, як альтернативний сплайсинг. 
Білок має сайт для зв'язування з іонами металів, іоном цинку. 